# كانوس
كانوس هي مدينة وبلدية في فنلندا. تقع في مقاطعة غرب فنلندا وهي جزء من منطقة بوهيانما الوسطى. يبلغ عدد سكان البلدية 5,390 (31 ديسمبر 2021) وتغطي مساحة قدرها 470.65 كلم مربع. تبلغ الكثافة السكانية 11.51 لكل كلم مربع. البلديات المجاورة هي كالاجوكي، كوكولا، سيفي وتوهولامبي.